# 镇戎州
镇戎州，金朝时设置的州。
北宋至道三年（997年）置镇戎军，治所在今宁夏回族自治区固原市，辖境相当今固原市一带；庆历初年，西夏败宋军于此，和议后宋在此置榷场，与西夏互市。金朝大定二十二年（1182年），升镇戎军置，初属熙秦路，后隶凤翔路；辖境相当今宁夏固原市及同心县治以南地；元朝时，改名原州。